# Vigneulles
 Vigneulles  es una población y comuna francesa, en la región de Gran Este, departamento de Meurthe y Mosela, en el distrito de Lunéville y cantón de Bayon.

## Demografía
| 146 | 154 | 142 | 203 | 228 | 209 |
| Para los censos de 1962 a 1999 la población legal corresponde a la población sin duplicidades (Fuente: INSEE [Consultar]) |     |     |     |     |     |